# Jürg Studer
Pour les articles homonymes, voir Studer.
Jürg Studer est un footballeur suisse né le 8 septembre 1966 à Rüttenen. Il évoluait au poste de défenseur.

## Biographie

### En sélection
International suisse, il reçoit 6 sélections en équipe de Suisse entre 1992 et 1994. Il joue son premier match en équipe nationale le 28 avril 1992 en amical contre la Bulgarie.
Il fait partie du groupe suisse lors de la Coupe du monde 1994 organisée aux États-Unis. Lors du mondial, il joue un match face à l'Espagne comptant pour les huitièmes de finale.

## Carrière
- 1984-1986 :  FC Solothurn
- 1986-1989 :  FC Zurich
- 1989-1990 :  FC Aarau
- 1990-1993 :  FC Lausanne-Sport
- 1993-1997 :  FC Zurich
- 1997-1999 :  BSC Young Boys
- 1999-2001 :  FC Solothurn